# 다우르어
다우르어(Daur) 또는 다구르어(Dagur)는 중국 동북부의 내몽골자치구나 헤이룽장성 일부 지역 등에 거주하는 다우르족이 사용하는 몽골어족의 언어이다. 중세 몽골어의 특징을 잘 보존하여 현대 표준 몽골어에서는 쓰이지 않는 어휘가 여럿 남아있다. 음운에서는 순음화가 돋보이며 역사적으로 여러 모음이 합쳐져 오늘날 모음조화는 지켜지지 않는다.

## 분포
다우르어는 네 개의 방언으로 나뉜다.
- 아무르 다우르어(Amur Dagur) - 헤이룽장성 헤이허시(원향) 부근. 화자는 약 400명이다.
- 논니 다우르어(Nonni Dagur) - 치치하얼시 남부부터 눈강 서부, 모린다와 다우르족 자치기에까지 이른다. 논니 다우르어는 다음 네 가지 하위 방언으로 분류될 수 있다.
  - 모린다와 다우르어(Morin Daba Dagur) - 내몽골 자치구 후룬베이얼시 모린다와 다우르족 자치기
  - 부터하 다우르어(Buteha Dagur) - 모린다와 다우르족 자치기 이남 및 자란툰시. 북부 방언이다.[3]
  - 치치하얼 다우르어(Tsitsikar Dagur) - 치치하얼시와 그 부근. 남부 방언이다.[3]
  - 넌장 다우르어(Nenjiang Dagur) - 헤이룽장성 넌장현.
- 하이라얼 다우르어(Hailar Dagur) - 에벤크족 자치기 하이라얼구
- 신장 다우르어(Sinkiang Dagur) - 신장 위구르 자치구의 타청 지구 부근.

한어 병음 기반의 정서법이 고안되었으나 표준 표기법은 없고, 대신에 다우르어 화자는 몽골어 혹은 중국어 문어를 사용한다. 다우르어는 청대에 만주 문자로 표기되었다.

## 음운
다우르어의 음운은 일부 방언에서 순음화한 자음(/sʷar/ ‘벼룩’ vs. /sar/ ‘달[月]’)이 발달한 한편, 대부분의 몽골어 방언에서는 발달하지 않은 구개음화 자음을 거의 모든 방언이 공유하고 있다. 마찰음 /f/는 차용어에 국한되어 등장한다. 어말 단모음은 탈락되었으며 역사적으로 첫 음절을 제외한 위치에서 등장한 단모음은 음소의 지위를 상실하였으며 이는 몽골어에서도 같다. 모음 /ɔ/와 /ʊ/, /o/와 /u/가 병합되면서 모음조화가 소실되었다. 쓰마가리(2003)에 의하면 모음조화는 지금도 다우르어에서 공시적인 음소배열적 특징이며, 첫 음절의 장모음을 남성형(후설), 여성형(전설), 중성으로 나뉜다. 마찬가지로 접미사의 장모음도 어근의 모음과 모음조화쌍을 이루어야 한다.

### 모음
|        | 전설   | 전설   | 중설   | 중설   | 후설   | 후설 |
| 단모음 | 장모음 | 단모음 | 장모음 | 단모음 | 장모음 |      |
| ------ | ------ | ------ | ------ | ------ | ------ | ---- |
| 고모음 | i      | iː     |        |        | u      | uː   |
| 중모음 | e      | eː     | ə      | əː     | ɔ      | ɔː   |
| 저모음 |        |        |        |        | a      | aː   |

### 자음
|        |        | 양순음   | 양순음 | 양순음 | 치경음   | 치경음 | 치경음 | 연구개음 | 연구개음 | 연구개음 |
| 평음   | 순음화 | 구개음화 | 평음   | 순음화 | 구개음화 | 평음   | 순음화 | 구개음화 |          |          |
| ------ | ------ | -------- | ------ | ------ | -------- | ------ | ------ | -------- | -------- | -------- |
| 파열음 | 무성   | p        |        |        | t        | tʷ     | tʲ     | k        | kʷ       | kʲ       |
| 파열음 | 유성   | b        |        | bʲ     | d        | dʷ     | dʲ     | ɡ        |          | ɡʲ       |
| 파찰음 | 무성   |          |        |        |          | tʃʷ    | tʃ     |          |          |          |
| 파찰음 | 유성   |          |        |        |          | dʒʷ    | dʒ     |          |          |          |
| 마찰음 | 마찰음 | f        |        |        | s        | sʷ     | ʃ      | x        | xʷ       | xʲ       |
| 비음   | 비음   | m        | mʷ     | mʲ     | n        |        | nʲ     | ŋ        |          |          |
| 전동음 | 전동음 |          |        |        | r        |        | rʲ     |          |          |          |
| 유음   | 유음   |          |        |        | l        |        | lʲ     |          |          |          |
| 반모음 | 반모음 |          |        |        |          |        | j      |          | w        |          |

## 같이 보기
- 몽골어족
- 다우르족
- 거란어

## 참고 문헌
- Chuluu, Üjiyediin (1994), 《Introduction, Grammar, and Sample Sentences for Dagur》 (PDF), Sino-Platonic Papers, Philadelphia: University of Pennsylvania
- Engkebatu (2001): Cing ulus-un üy-e-dü dagur kele-ber bicigdegsen jokiyal-ud-un sudulul. Kökeqota: Öbür monggol-un yeke surgaguli-yin keblel-ün qoriy-a.
- Namcarai; Qaserdeni (1983), 《Daγur kele ba mongγul kelen-ü qaričaγulul》, Öbür mongγul-un arad-un keblel-ün qoriy-a, OCLC 45024952
- Oyunčimeg, 편집. (2004), 《Mongγul sudulul-un nebterkei toli》, Kökeqota: Öbür mongγul-un arad-un keblel-ün qoriy-a, ISBN 978-7-204-07745-8, OCLC 67279589
- Sengge (2004): Daγur kele. In: Oyunčimeg 2004: 616-617.
- Sengge (2004a): Daγur kelen-ü abiy-a. In: Oyunčimeg 2004: 618.
- Sengge (2004b): Daγur kelen-ü üges. In: Oyunčimeg 2004: 619.
- Sengge (2004c): Daγur kelen-ü kele ǰüi. In: Oyunčimeg 2004: 618-622.
- Tsumagari, Toshiro (2003): Dagur. In: Janhunen, Juha (ed.) (2003): The Mongolic languages. London: Routledge: 129-153.
- Yu, Wonsoo, Jae-il Kwon, Moon-Jeong Choi, Yong-kwon Shin, Borjigin Bayarmend, Luvsandorj[in] Bold (2008): A study of the Tacheng dialect of the Dagur language. Seoul: Seoul National University Press.